# Štěpánovice (okres Brno-venkov)
Štěpánovice (v horském nářečí Ščepanuvice) jsou obec v okrese Brno-venkov v Jihomoravském kraji. Rozkládají se v Hornosvratecké vrchovině, v přírodním parku Svratecká hornatina, v katastrálním území Štěpánovice u Tišnova, přibližně 4 kilometry severozápadně od Tišnova. Žije zde 496 obyvatel.
K obci náleží také osada Nové Štěpánovice.

## Historie
První písemná zmínka o obci pochází z roku 1589. V letech 1980–1990 byly Štěpánovice součástí Tišnova.

## Obyvatelstvo
| Rok            | 1869 | 1880 | 1890 | 1900 | 1910 | 1921 | 1930 | 1950 | 1961 | 1970 | 1980 | 1991 | 2001 | 2011 | 2021 |
| -------------- | ---- | ---- | ---- | ---- | ---- | ---- | ---- | ---- | ---- | ---- | ---- | ---- | ---- | ---- | ---- |
| Počet obyvatel | 353  | 350  | 321  | 332  | 313  | 302  | 343  | 407  | 409  | 423  | 432  | 382  | 413  | 455  | 495  |
| Počet domů     | 39   | 41   | 41   | 48   | 47   | 52   | 65   | 100  | 98   | 101  | 109  | 120  | 134  | 151  | 172  |

Vývoj počtu obyvatel

## Pamětihodnosti
- Kaple svatého Cyrila a Metoděje
- Kaple svaté Anny